# Svenska mästerskapen i banhoppning inomhus 2022
Svenska mästerskapen i banhoppning inomhus 2022 arrangerades av Trollhättans sportryttare på Grevagården i Skövde som ett samlat mästerskap både för ponny och häst mellan den 2 november till 6 november 2022 för ponny och mellan 10 och 13 november för häst. Banbyggare var  Peter Lundström.

## Resultat
| Placering | Ryttare          | Häst         | Klubb                        |
| --------- | ---------------- | ------------ | ---------------------------- |
| 1         | Viktor Melin     | Atina        | Åby ridklubb                 |
| 2         | Johan Lundh      | Mylento      | Falbygdens hästsportförening |
| 3         | Ottilia Lundgren | ComeOnConrad | Nääs hästsportförening       |

| Placering | Ryttare             | Häst              | Klubb                        |
| --------- | ------------------- | ----------------- | ---------------------------- |
| 1         | Cornelia Bergstrand | Valon             | Stora wäsby fältrittklubb    |
| 2         | Ebba Danielsson     | Nikita Vd Vosberg | Strömsholms ridsportförening |
| 3         | Beata Hermelin      | Obsession Night   | Flyinge hästsportklubb       |

| Placering | Ryttare             | Häst                | Klubb                        |
| --------- | ------------------- | ------------------- | ---------------------------- |
| 1         | Beata Hermelin      | Clabimba            | Flyinge hästsportklubb       |
| 2         | Cornelia Wallenborg | Manick              | Örebro ryttarteam föreningen |
| 3         | Josefin Torell      | Sligo Land du Rouet | Flyinge hästsportklubb       |

| Placering | Ryttare           | Häst                       | Klubb                         |
| --------- | ----------------- | -------------------------- | ----------------------------- |
| 1         | Mathilda Hansson  | Hello HX                   | Flyinge ryttarförening        |
| 2         | Ellen Hammarström | Seana 2                    | Mitt hjärta hästsportförening |
| 3         | Nora Andersson    | Jitske van het Kastanjehof | Jump Club ridsportförening    |

| Placering | Ryttare              | Häst               | Klubb                          |
| --------- | -------------------- | ------------------ | ------------------------------ |
| 1         | Ellen Hammarström    | Ocean Des As       | Mitt Hjärta hästsportförening  |
| 2         | Svea Eriksson Ståbis | Kiltormer Buckfast | Mora ridklubb                  |
| 3         | Victoria Jensen      | D’Angelo Der Lenn  | Föreningen runsten equestrians |

| Placering | Ryttare          | Häst                   | Klubb                  |
| --------- | ---------------- | ---------------------- | ---------------------- |
| 1         | Leiah Cissig     | Woodfield Night Light  | Billdals ridklubb      |
| 2         | Mathilda Hansson | Unsphinx D'hurl 'Vent  | Flyinge ryttarförening |
| 3         | Hannah Blomberg  | Hembys Florian RNF 222 | Harplinge ridklubb     |

| Placering | Ryttare          | Häst                | Klubb              |
| --------- | ---------------- | ------------------- | ------------------ |
| 1         | Signe Ekengren   | Blaengwen Kato Star | Rastaborg ridklubb |
| 2         | Olivia Juréen    | Flying Dragon       | Harplinge ridklubb |
| 3         | Adam Hammarström | Tullohea Minnie     | Österlens ridklubb |